# Elford Reef
Elford Reef är ett rev på Stora barriärrevet i Australien.   Det ligger cirka 50 km öster om Cairns i delstaten Queensland.